# La Tène (Neuchâtel)
La Tène es una comuna suiza del cantón de Neuchâtel, situada en el distrito de Neuchâtel. Limita al norte con la comuna de Cornaux, al este con Gals (BE) y Gampelen (BE), al sur con el lago de Neuchâtel y la comuna de Cudrefin (VD), y al oeste con Saint-Blaise.
La comuna fue creada el 1 de enero de 2009 tras la fusión de las antiguas comunas de Marin-Epagnier y Thielle-Wavre. 

## Transportes
Ferrocarril
Cuenta con una estación ferroviaria en la que efectúan parada trenes regionales y de cercanías pertenecientes a la red S-Bahn Berna.